# Calyptranthes ovalifolia
Calyptranthes ovalifolia är en myrtenväxtart som beskrevs av Jacques Cambessèdes. Calyptranthes ovalifolia ingår i släktet Calyptranthes och familjen myrtenväxter. Inga underarter finns listade i Catalogue of Life.